# Tielenhemme
Tielenhemme ist eine Gemeinde im Kreis Dithmarschen in Schleswig-Holstein.

## Geographie
Das Gemeindegebiet von Tielenhemme liegt unmittelbar an den Flüssen Eider (im Norden) und Tielenau (im Westen) im Naturraum Eider-Treene-Niederung (Haupteinheit Nr. 692). Die Gemeinde besteht aus den vier Ortsteilen Schüttingdeich, Eiderdeich, Tieleburg und Königsfähre. Die Tielenhemme umschließenden Nachbargemeinden sind (im Uhrzeigersinn im Norden beginnend):
- Tielen
- Hohn
- Dellstedt
- Dörpling
- Pahlen

Grundstücke im südwestlichen Gemeindegebiet von Tielenhemme sind Bestandteil des Naturschutzgebietes Dellstedter Birkwildmoor.

## Geschichte

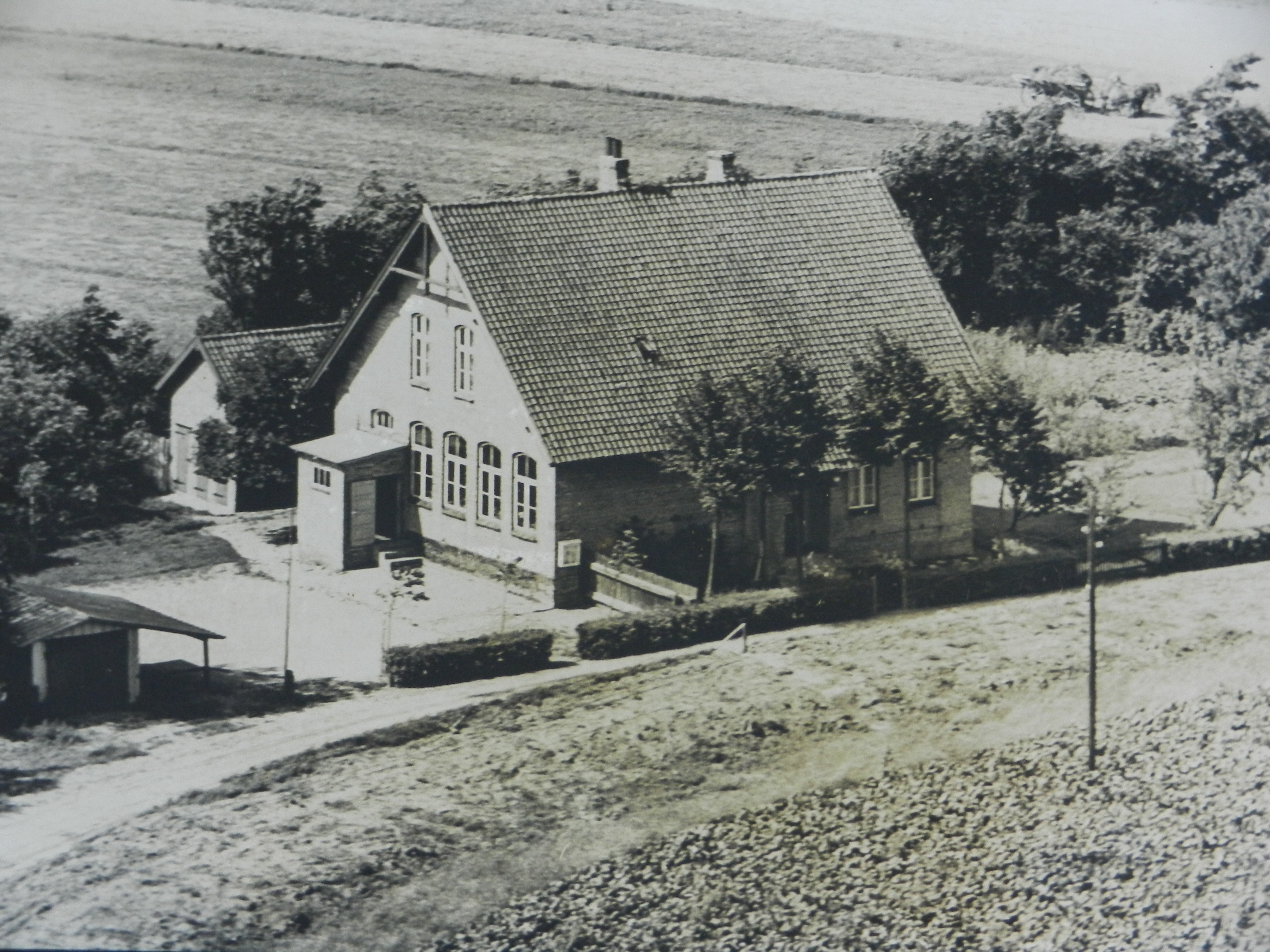
Schule Tielenhemme-Eiderdeich im Jahr 1958

Die Gemeinde entstand ursprünglich aus den drei ehemaligen Eiderinseln Sehebrook, Hulpeshemme und Tielenhemme. Diese waren für lange Zeit ein Streitpunkt zwischen Dithmarschen und der Landschaft Stapelholm. An der Nordspitze Tielenhemmes stand eine Burg, die Tielenburg, der Herzöge des Herzogtums Schleswig, die gegen die Dithmarscher gerichtet war. Hier befand sich auch bis 1500 der Verwaltungssitz der Landschaft Stapelholm. Nach dem Sieg in der Schlacht bei Hemmingstedt eroberten die Bewohner der Kirchspiele Hennstedt, Delve, Tellingstedt und Albersdorf die drei Inseln und zerstörten die Burg. Im Jahr 1623 wurden die Inseln zum Tielenhemmer Koog zusammengedeicht und an das Dithmarscher Landgebiet angeschlossen. Sie wurden zum Kirchspiel Tellingstedt zugerechnet.
In Tielenhemme wurden zwei Schulen erbaut, im Ortsteil Schüttingdeich 1892 und am Eiderdeich 1896. Im Jahr 1972 konnte eine Schließung der Schulen nicht verhindert werden.
Am 1. April 1934 wurde die Kirchspielslandgemeinde Tellingstedt aufgelöst. Alle ihre Dorfschaften, Dorfgemeinden und Bauerschaften wurden zu selbständigen Gemeinden/Landgemeinden, so auch Tielenhemme.
Bis zum 12. Dezember 1960 fuhr eine öffentliche Fähre, die Hohner Fähre, über die Eider.

## Gemeindevertretung
Bei der Kommunalwahl am 14. Mai 2023 wurden insgesamt sieben Sitze vergeben. Diese fielen erneut alle an die Wählergemeinschaft Tielenhemme. Die Wahlbeteiligung betrug 71,4 %.

## Kultur und Sehenswürdigkeiten
Der Fährbetrieb auf der Eider erfolgt heute mit einer kleinen Personenfähre durch den Verein Hohner Fähre. Dessen Vereinssitz ist im bezeichneten Nachbarort.

## Persönlichkeiten
- Anne-Marga Sprick (* 1934), niederdeutsche Autorin
- Sarah Kirsch (1935–2013), Schriftstellerin; wohnte seit 1983 in Tielenhemme. Die Urne mit ihrer Asche wurde im Garten ihres Hauses begraben.